# 府中駅南口市街地再開発事業計画

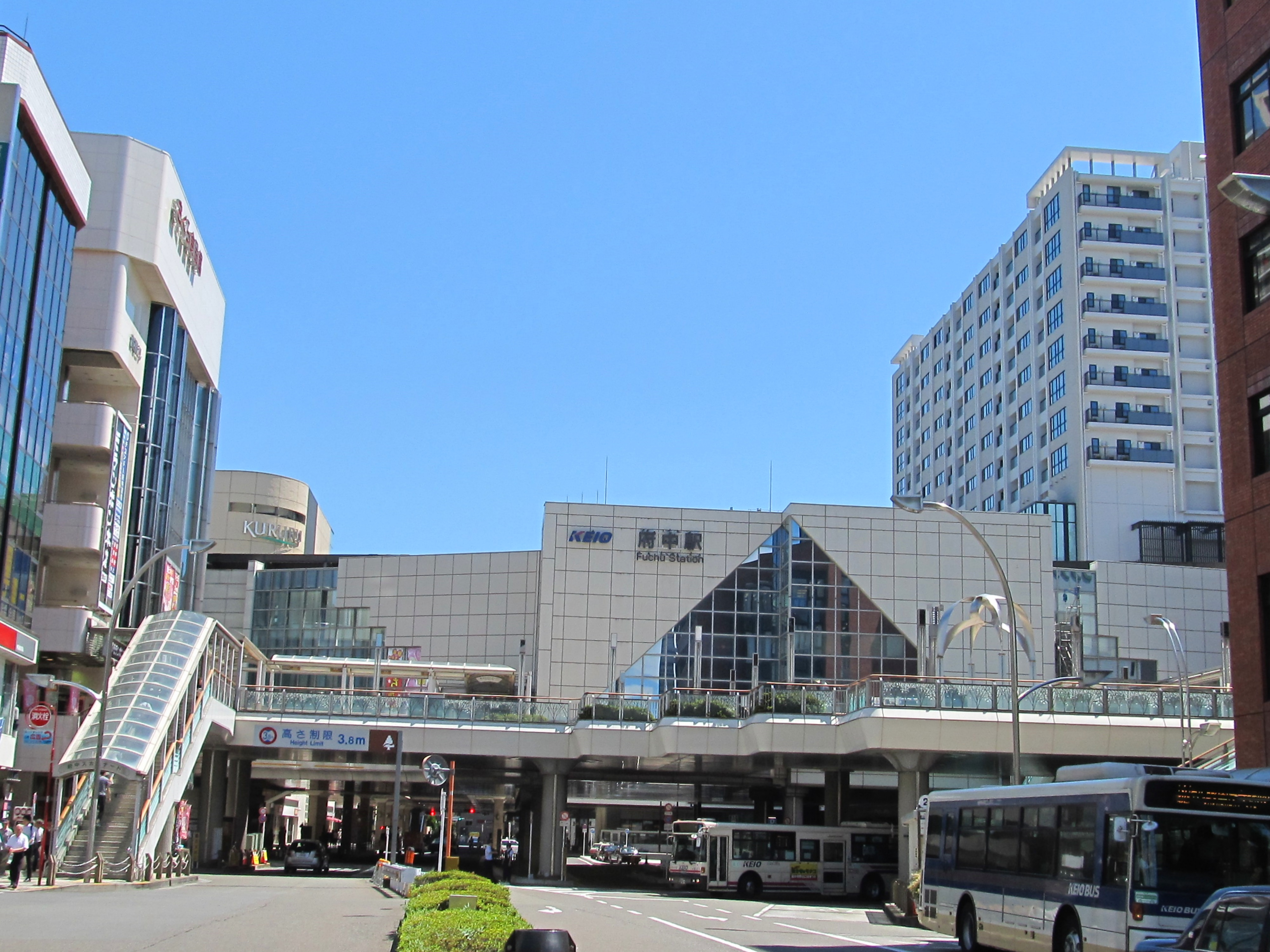
再開発完了後の府中駅南口

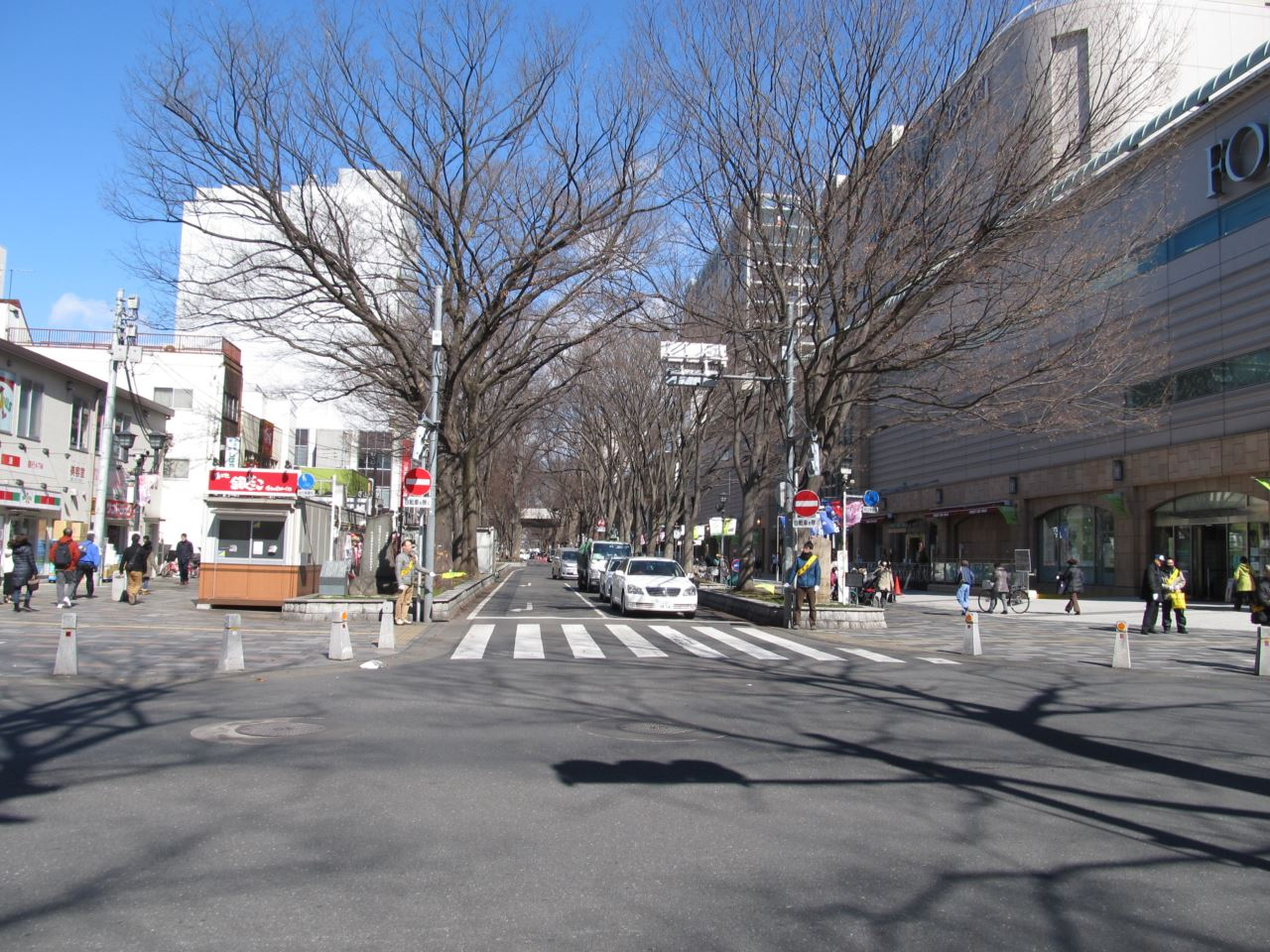
けやき並木通り右側が開発地。左側に仮店舗が見える。右手がフォーリス

府中駅南口市街地再開発事業計画（ふちゅうえきみなみぐちしがいちさいかいはつじぎょうけいかく、英称：Fuchu Station south entrance urban redevelopment business scheme）は、東京都府中市の京王線府中駅高架化事業に伴って施行された、南側市街地の第一種市街地再開発事業計画である。
再開発地区は、A地区からF地区の6地区に分けられており、府中駅南口から旧甲州街道の大國魂神社付近（けやき並木通り）にかけての木造低層商業地区の防災のための土地区画整理事業と、大型複合商業施設の建設が計画の中心である。これにより3つの複合商業施設（再開発ビル）が建設され、2017年7月14日の武蔵府中ル・シーニュの開業をもって本計画は完了した。

## 府中駅高架化
府中駅は京王線の特急停車駅であり、府中市の中心となる駅でもある。京王電鉄の全駅中、乗換駅ではない駅としては利用者数が最多である（2019年度現在）。
1981年（昭和56年）10月より府中駅周辺連続立体交差事業による高架化工事に着手し、1991年（平成3年）4月27日に連続立体交差事業が完了、1993年（平成5年）3月1日より新駅舎の使用が開始された。
府中駅南口の再開発事業完了後、府中駅は2018年（平成30年）2月22日に運行開始した京王電鉄初の有料座席指定列車「京王ライナー」の停車駅に設定され、ますますその重要性が高まった。

## 計画概要

### A地区（第一地区）
- 府中駅南口を出てペデストリアンデッキ「府中スカイナード」右側の駅に近接している地区。
- 2011年に府中駅南口第一地区市街地再開発組合の設立が認可され、2014年度に工事着工。
- 2017年7月14日（当初計画では2016年度）に武蔵府中ル・シーニュが開業。

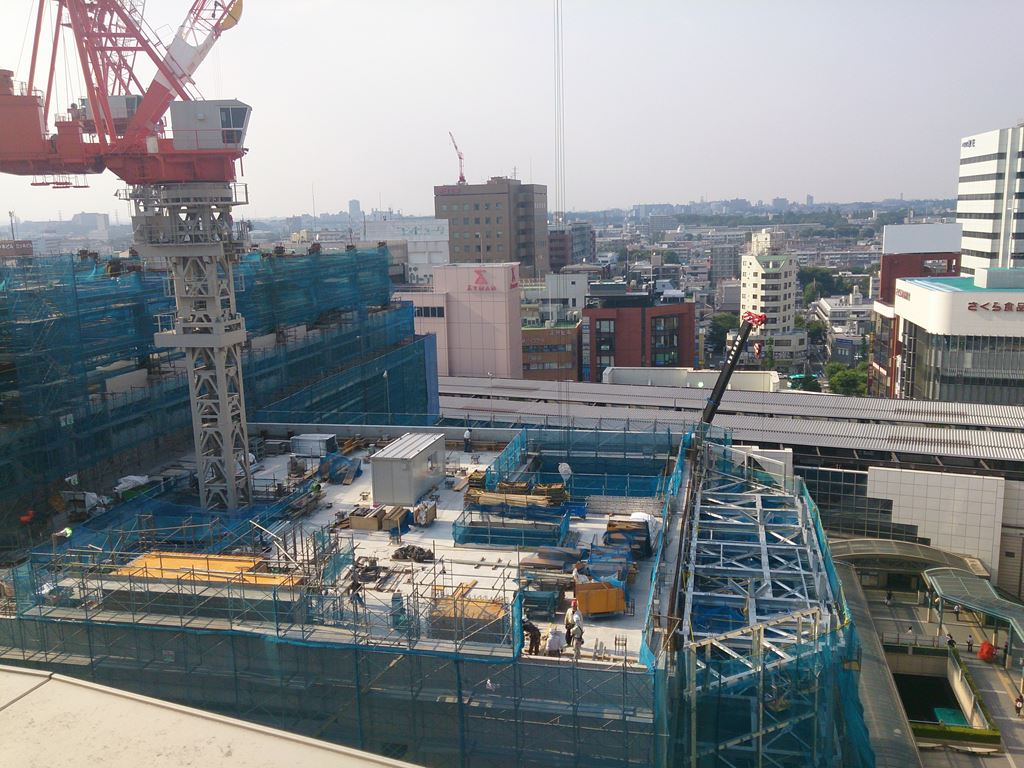
A地区：再開発工事中の様子
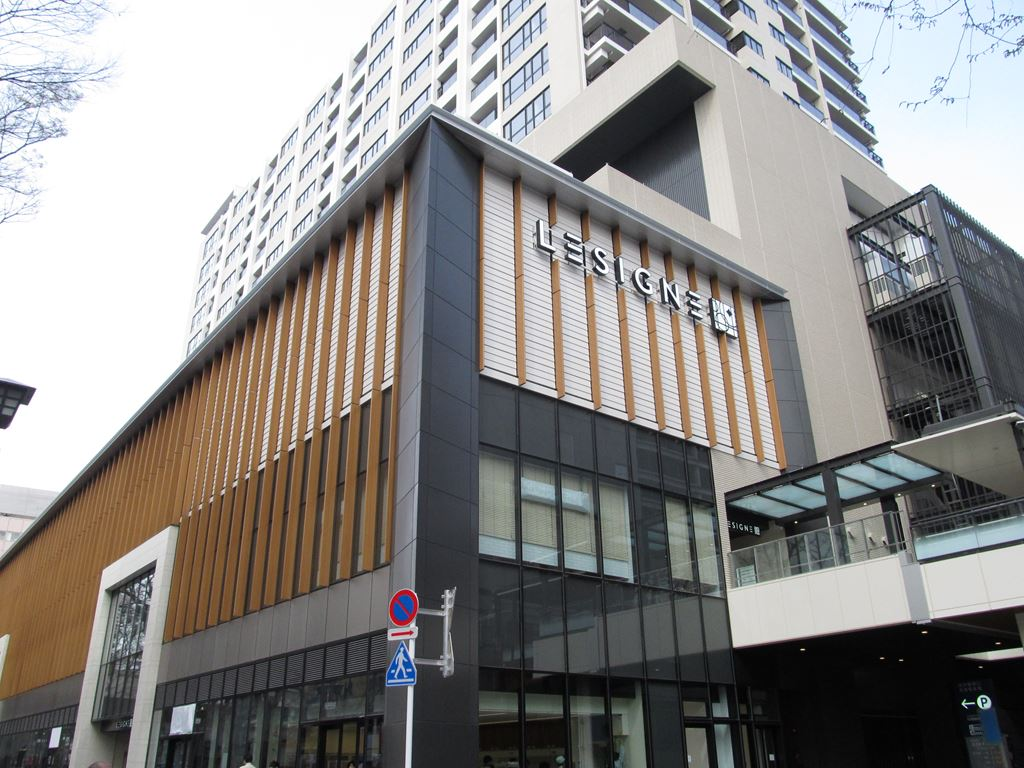
A地区：武蔵府中ル・シーニュ（プラウド府中ステーションアリーナ）

### B地区（第二地区）
- 1993年（平成5年）12月に着工し、1996年（平成8年）3月に竣工、計画は完了。
- 大國魂神社と市道さくら並木通り、東京都道229号府中調布線（旧甲州街道）に最も近接している。
- 商業棟の「フォレストサイドビル」（商業棟）は、郊外型百貨店の伊勢丹府中店と専門店街フォーリス、三井住友銀行府中支店が一体となっており、再開発前にあった商店街の既存店舗の一部がフォーリス内に出店している。核店舗として伊勢丹府中店を誘致したものの、2019年9月30日をもって伊勢丹府中店は閉店した。後継テナントとして、ノジマが運営するミッテン府中が2021年6月25日にグランドオープンした[4]。
- B地区には業務棟となるKDX府中ビル（旧：府中サウスビル）もあり、ビル内にはクリニックモール「府中駅前医療モール」もある。

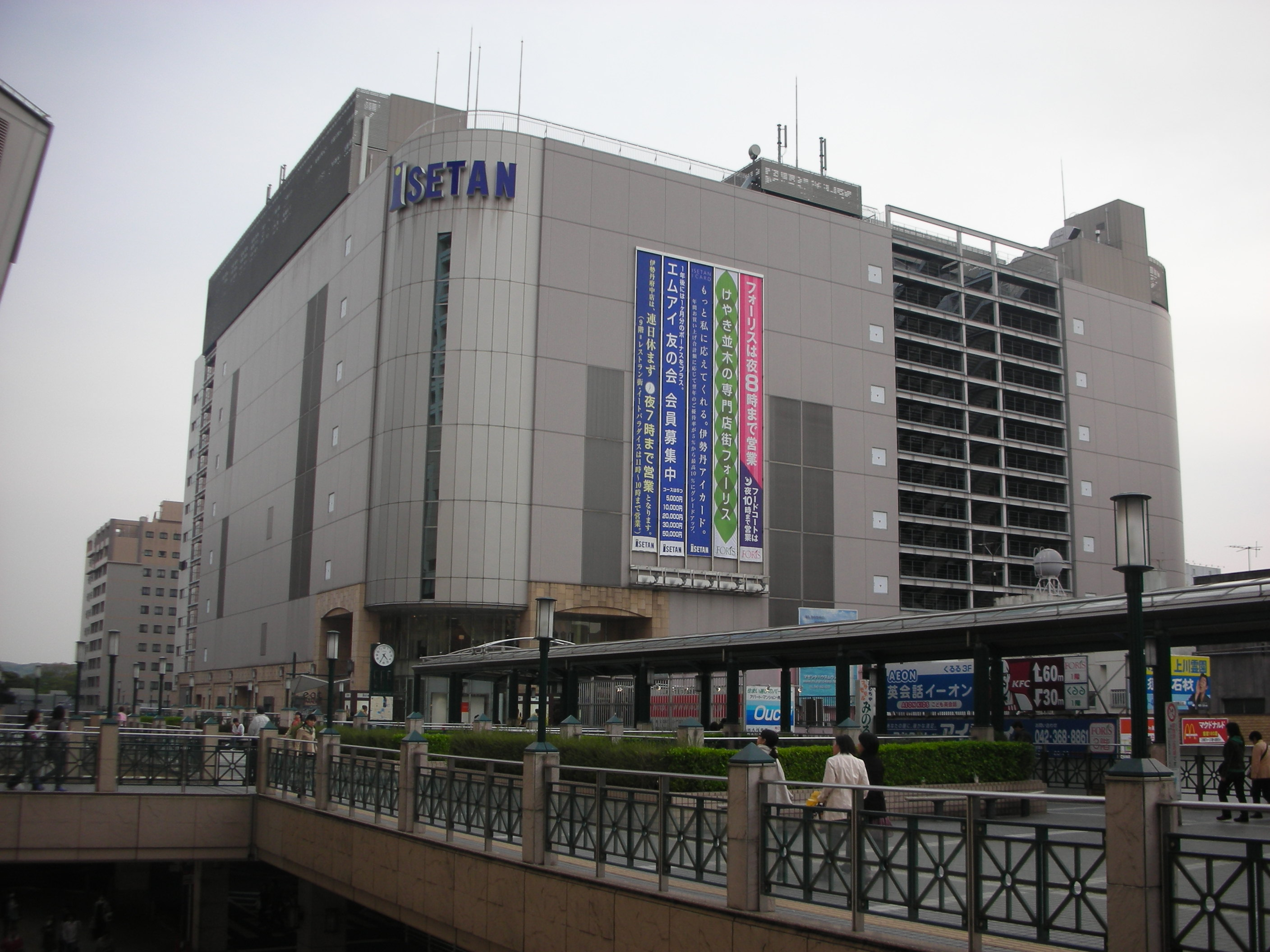
B地区：伊勢丹府中店
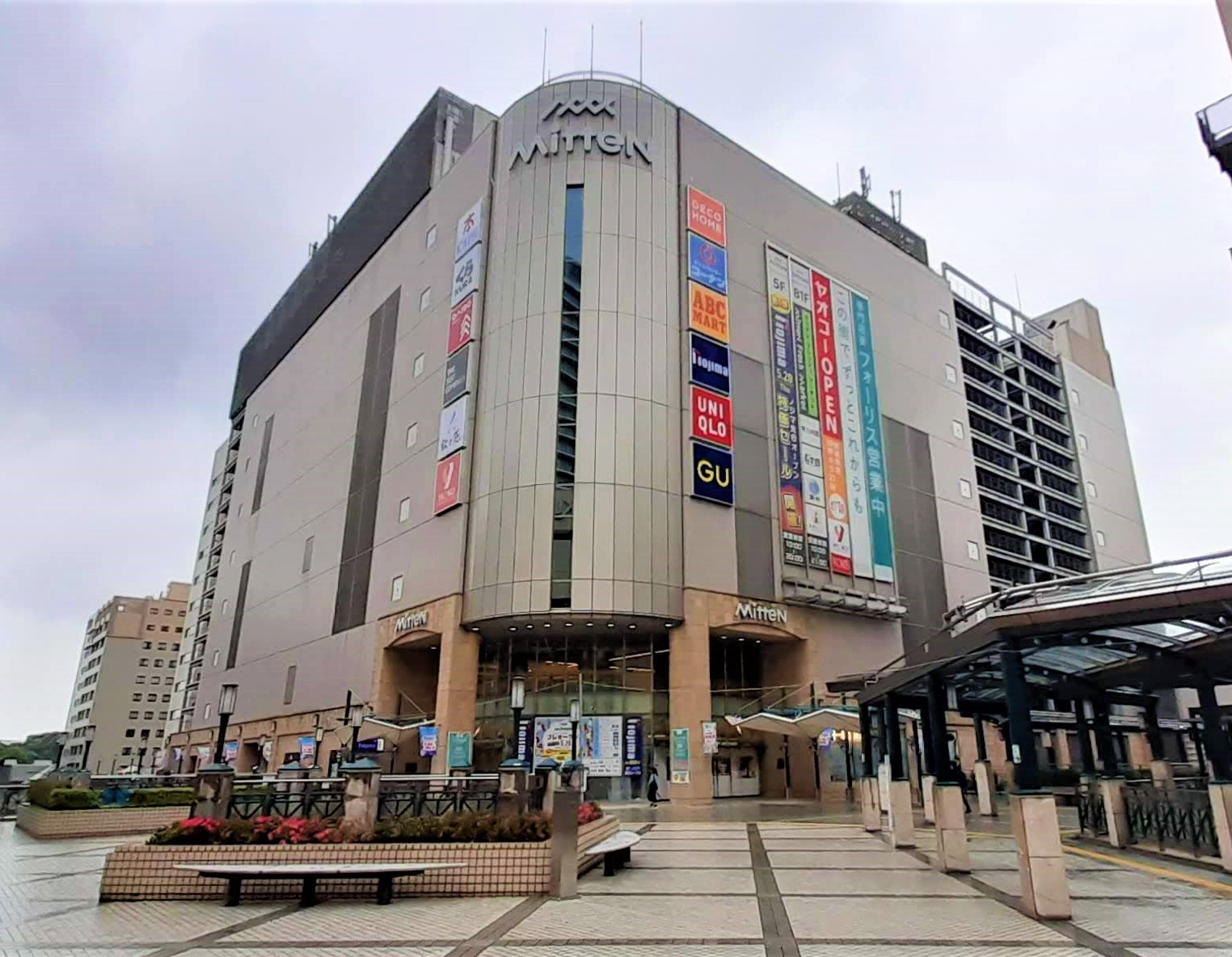
B地区：伊勢丹府中店の跡地に開業したミッテン府中
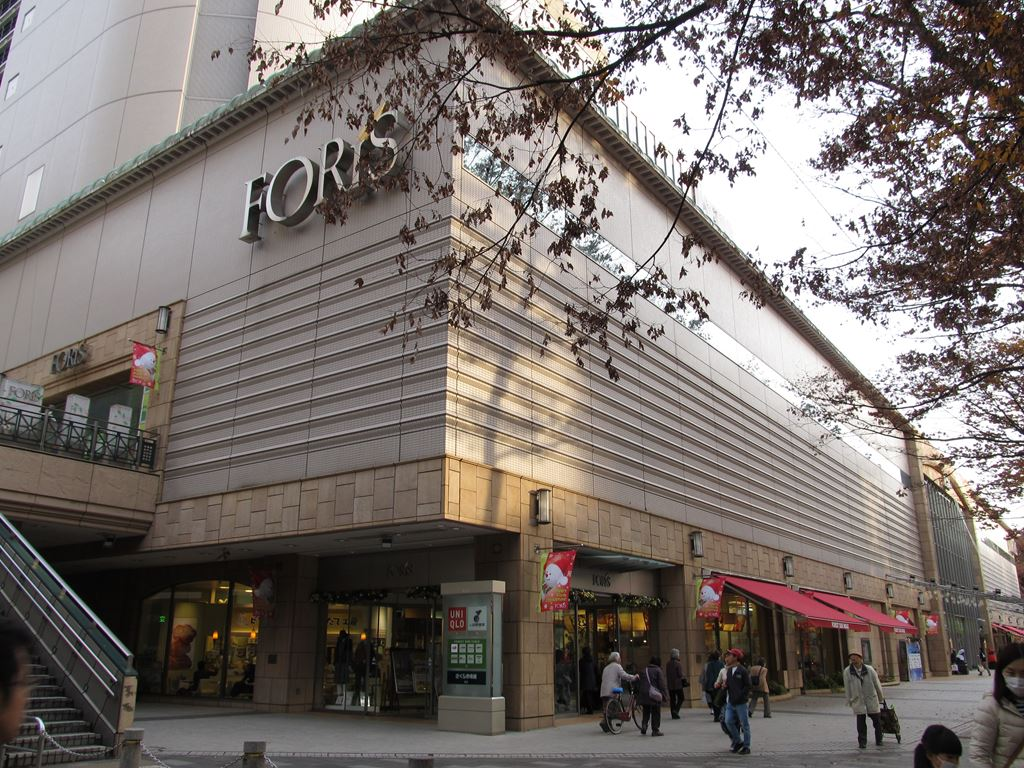
B地区：専門店街フォーリス
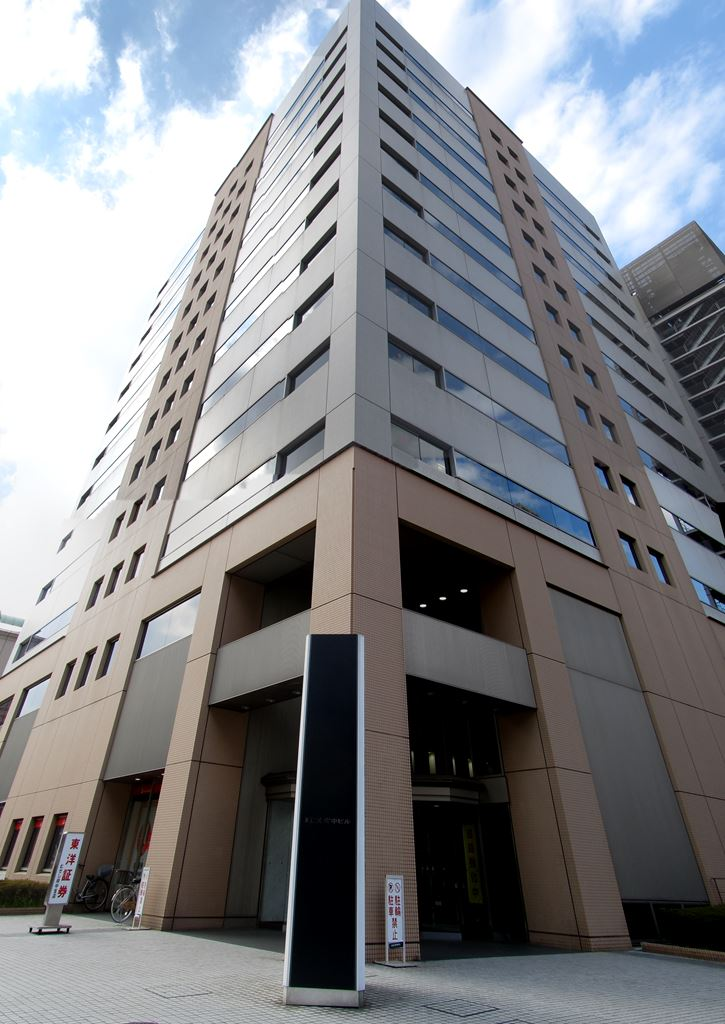
B地区：KDX府中ビル（旧：府中サウスビル）

### C地区（第三地区）
- 商業住居複合施設のくるる（グランタワー府中）が立地する、府中駅南口を出てペデストリアンデッキ東側の地区。
- 再開発の計画は早かったものの、準備段階において、開発前に区画内の最大地権者であった西友府中店が撤退したため計画が遅れた（過去に存在した西友の店舗#23区以外も参照）。
- 府中駅南口第三地区市街地再開発組合による再検討の結果、商業住居複合施設の建設が決定し、核店舗としてTOHOシネマズとトイザらスの出店が決定し、計画が実行に移された。
- 2002年に着工し、2005年3月中旬に竣工した。

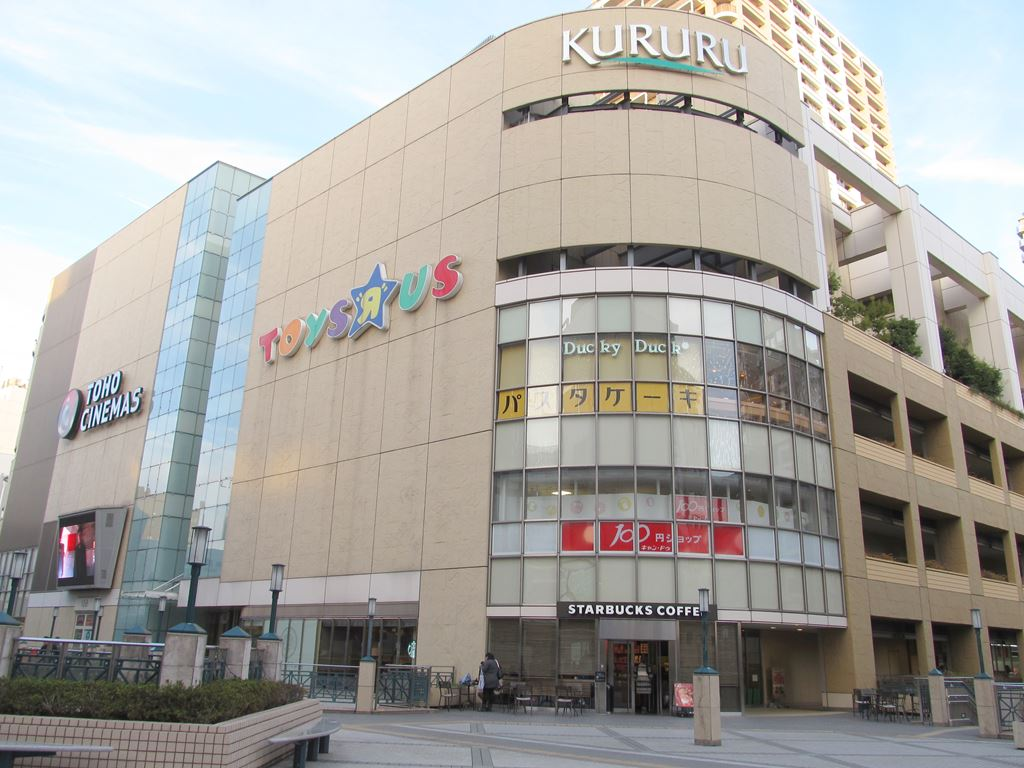
C地区：くるる（グランタワー府中）

### D・E・F地区
- 南口東側のD、E、F地区については、区画整理事業にはほぼ終了し高層マンションの建設が進んでいる。一部を除きまとまった商業地域再開発は計画されていない。

## 歴史

### 年表
- 1974年3月：「府中駅南口再開発基本計画案」策定[5]。
- 1976年12月：府中駅南口B地区とC地区に再開発準備組合発足。
- 1977年12月：府中駅南口地区公共施設整備計画の都市計画決定。
- 1980年2月：京王線府中駅付近連続立体交差事業の事業認可。
- 1981年10月：京王線府中駅周辺連続立体交差事業による高架化工事開始[2]。
- 1982年12月：A、B、C地区の第1種市街地再開発事業の都市計画が決定される。
- 1991年4月27日：京王線高架化工事完了[2]。
- 1993年
  - 3月1日：府中駅新駅舎の使用開始[3]
  - 12月：府中駅南口B地区施設建築物の着工。
- 1995年：C地区内から西友府中店が撤退し、再開発計画の見直し始まる。
- 1996年3月：府中駅南口B地区施設（フォーリス）建設工事竣工。
- 1998年3月：C地区の都市計画の変更が決定。
- 2002年：府中駅南口C地区施設建築物の着工。
- 2005年3月：府中駅南口C地区施設（くるる）建設工事竣工。
- 2011年5月26日：府中駅南口第一地区市街地再開発組合の設立が認可される。
- 2014年：府中駅南口A地区（第一地区）既存建物除去工事。
- 2017年7月14日：府中駅南口A地区施設（武蔵府中ル・シーニュ）建設工事竣工[6]。